# فرانسوا شاباس
فرانسوا جوزيف شاباس (2 يناير 1817، بريانسون، الألب العليا – 17 مايو 1882، فرساي) كان عالم مصريات فرنسي.
جاء شاباس من خلفية متواضعة، ودرس في شالون وأصبح تاجر نبيذ. علَّمَ نفسه اللاتينية واليونانية ولغات أخرى. ولإهتمامه بالأنثروبولوجيا، درس اللغات المصرية القديمة. كان شاباس عضوًا في العديد من الجمعيات العلمية ثم أصبح لاحقًا رئيس إقليم سون ولوار.
عمل محررًا لمجلة L'Égyptologie بين عامي 1876 و1880. وساهمت أعماله في إلقاء الضوء على تاريخ غزو الهكسوس لمصر وطردهم منها.
عام 1865 اُنتخِبَ عضوًا أجنبيًا في الأكاديمية الملكية الهولندية للفنون والعلوم. وانتخب عضوًا في الجمعية الأمريكية للفلسفة عام 1869.

## مؤلفاته
- Le plus ancien livre du monde، étude sur le papyrus Prisse ، (1858) – أقدم كتاب في العالم ، دراسة عن بردية بريس . [7]
- Mélanges égyptologiques (3 Ser. in 4 Vols. باريس: شالون ، 1862-1873) (في علم المصريات).
- Voyage d'un Egyptien en Syrie، en Phénicie، en Palestine au quatorzième siècle avant notre ère (Paris 1866) – رحلة مصري في سوريا، وفينيقيا، وفلسطين في القرن الرابع عشر قبل الميلاد.
- Les pasteurs en Egypte (Amsterdam 1868) [8] (عن الكهسوس في مصر)
- Étude sur l'antiquité historyique d'après les sources égyptiennes et les monuments réputés préhistoriques (أمستردام 1872) – دراسة التاريخ القديم وفقًا للمصادر المصرية وآثار ما قبل التاريخ.
- Recherches pour servir à l'histoire de la XIX ème dynastie et spécialment à celle des temps de l'Exode (أمستردام 1873) – بحث في تاريخ الأسرة التاسعة عشر وخاصةً زمن الخروج.
- Recherches sur les poids، mesures et monnaies des anciens Égyptiens (1876) – بحث في الأوزان والمقاييس والعملات المعدنية في مصر القديمة. [9]